# Alfred Eisenstaedt

A fotografia de um marinheiro norte-americando beijando (à força) uma assistente de dentista na avenida Times Square após a vitória dos Estados Unidos sobre o Japão na Segunda Guerra Mundial talvez seja o trabalho mais conhecido de Eisenstaedt.

Alfred Eisenstaedt (Dirschau, 6 de dezembro de 1898 — Nova Iorque, 23 de agosto de 1995) foi um fotógrafo e fotojornalista norte-americano.

## Biografia
Nascido na antiga Prússia, aos oito anos a família mudou-se para Berlim, na Alemanha, onde ficou até ao momento em que Adolf Hitler chegou ao poder. Aos catorze anos um tio ofereceu-lhe uma câmara fotográfica, uma Eastman Kodak nº 3 (uma câmara de fole). Três anos mais tarde foi recrutado para o exército alemão. Em 1918, durante a Primeira Guerra Mundial, uma explosão de uma granada afetou-lhe ambas as pernas. Foi o único sobrevivente do ataque e foi mandado ferido para casa. Levou cerca de um ano até poder caminhar de novo sem ajuda, e foi durante a recuperação que se interessou novamente pela fotografia.
Em 1922, tornou-se vendedor de cintos e botões e, com o dinheiro que conseguiu poupar, adquiriu equipamento fotográfico. Começou por revelar os seus trabalhos na casa de banho e a aprender cada vez mais.
Durante umas férias na Checoslováquia fotografou uma mulher a jogar ténis, registando a longa sombra da mulher a lançar a bola no court. Eisenstaedt conseguiu vendê-la ao Der Welt Spiegel por três marcos (cerca de doze dólares na altura), o que lhe deu a ideia da possibilidade de viver da fotografia. Assim, aos 31 anos abandonou a profissão de vendedor e passou a fotografar a tempo inteiro.
Como freelancer, trabalhou para a Pacific and Atlantic Photos, que se transformaria na famosa Associated Press em 1931. Por essa altura, começou a trabalhar com uma leica, uma câmara inovadora de 35 mm que tinha sido inventada quatro anos antes.
Em 1933 foi enviado para Itália para fotografar o primeiro encontro entre Hitler e Mussolini. O seu estilo agressivo fez com que conseguisse chegar até aos dois ditadores e consequentemente fotografá-los. Dois anos depois da subida de Hitler ao poder, emigra para os Estados Unidos da América.
Em Nova York foi abordado por vários fotógrafos, entre os quais Margaret Bourke-White e Henry Luce, para fazer parte de um novo projeto que nasceria após seis meses de testes, em 1936: a revista Life.
Em 1942 naturalizou-se norte-americano e viajou por vários países para documentar os efeitos da guerra: no Japão registrou o efeito da bomba atômica, na Coreia a presença das tropas americanas, na Itália o estado miserável dos pobres e na Inglaterra fotografou Winston Churchill. Durante a sua carreira fotografou muitas personalidades famosas, como Marlene Dietrich, Marilyn Monroe, Ernest Hemingway, JFK ou Sophia Loren. Esta última, que também era a sua modelo favorita, apareceu numa capa da Life usando apenas um "negligee" - o que fez com que alguns subscritores da revista cancelassem a sua subscrição.
Aos 81 anos regressou à Alemanha para participar numa exposição de 93 fotografias sobre a vida na Alemanha dos anos 1930.
Eisenstaedt recebeu inúmeros prêmios e galardões. A cidade de Nova York nomeou um dia em sua honra, o presidente George Bush entregou-lhe a Medalha Presidencial das Artes, o ICP (Internacional Center of Photography) atribuiu-lhe o prêmio Masters of Photography, entre outros. Nos seus últimos tempos de vida continuou a trabalhar, supervisionando a impressão das suas fotografias para futuras exposições ou livros.